# 姚察
姚察（533年—606年），南朝陳及隋朝文學家及歷史學家，二十四史中《梁書》及《陳書》的始撰者，孫吳太常姚信九世孫。當時著名的醫師姚僧垣長子，姚最之兄。

## 生平
梁元帝即位時，姚僧垣攜同兩子前往江陵入朝，元帝授姚察原鄉縣令。西魏攻滅梁元帝，姚僧垣及姚最隨行至長安，姚察因不在江陵而沒有隨行，留仕南梁及南陳，官至吏部尚書，亦曾出使北周與父親見面。
隋朝攻滅陳朝後，姚察亦至長安任職，任秘書丞，並奉隋文帝命修撰梁、陳兩朝歷史。開皇十三年（593年），姚察承襲父親姚僧垣在北朝受封的北絳郡公稱號。大業二年（606年），姚察去世，享年七十四歲。

## 史稿
其子姚思廉繼承父業，完成二書，並親自為父親作傳，收錄於《陳書》。
其二《書》論述共二十八個：
- 《梁書·列傳》二十六個（包括〈儒林〉〈文學〉〈處士〉〈良吏〉四個類傳）
- 《陳書》兩個：陳高祖和陳世祖

## 評價
清朝學者趙翼於《二十二史劄記》中，指出姚察父子以古文寫作梁、陳二書，認為二人是古文運動的先行者，比韓愈早了二百多年。

## 延伸阅读
[在维基数据编辑]
 《陳書·卷27》，出自姚思廉《陳書》
 《南史·卷69》，出自李延壽《南史》